# Ambeon
Gli Ambeon sono stati un gruppo musicale olandese fondato nel 2001 dal compositore e polistrumentista Arjen Anthony Lucassen insieme alla cantante Astrid van der Veen.

## Storia del gruppo
Nel 2000 Lucassen, con la pubblicazione della raccolta Ayreonauts Only del progetto Ayreon, ha rivelato la nascita degli Ambeon e reso disponibile per l'ascolto il brano Cold Metal, estratto successivamente come singolo.
La scelta del titolo deriva dalla volontà di unire la musica d'ambiente alle sonorità tipiche delle pubblicazioni degli Ayreon. Ciò viene reso evidente nel 2001 con la pubblicazione dell'album in studio Fate of a Dreamer, la cui musica riprende parti di alcuni brani contenute negli album del progetto Ayreon con nuovi testi scritti da van der Veen.
Nel 2011 Lucassen ha ripreso in mano il progetto per pubblicare nuovamente Fate of a Dreamer in formato doppio CD.

## Discografia

### Album in studio
- 2001 – Fate of a Dreamer

### Singoli
- 2001 – Cold Metal